# Svenska teatern, Stockholm
Svenska teatern, före 1888 Nya Teatern, var Sveriges största dramatiska teater under åren 1875–1925 och hade sin huvudentré på adressen Blasieholmsgatan 4 i Stockholm. Den förstördes i en brand den 30 juni 1925. Teatergatan på Blasieholmen har fått namnet efter teatern.

## Historik

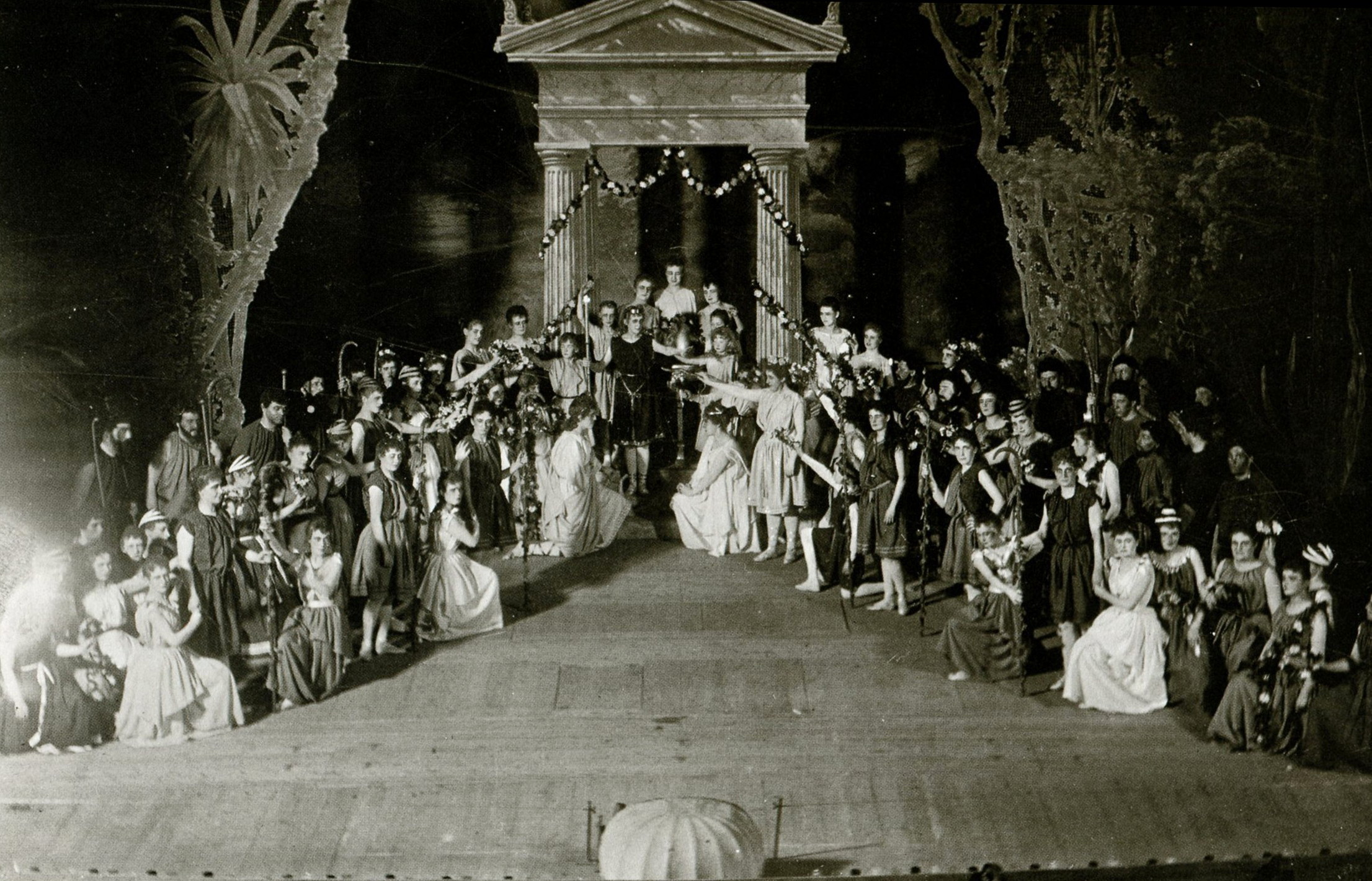
Uppsättningen för "Orfeus", tidigt blixtfotografi av Valentin Wolfenstein, 1894.

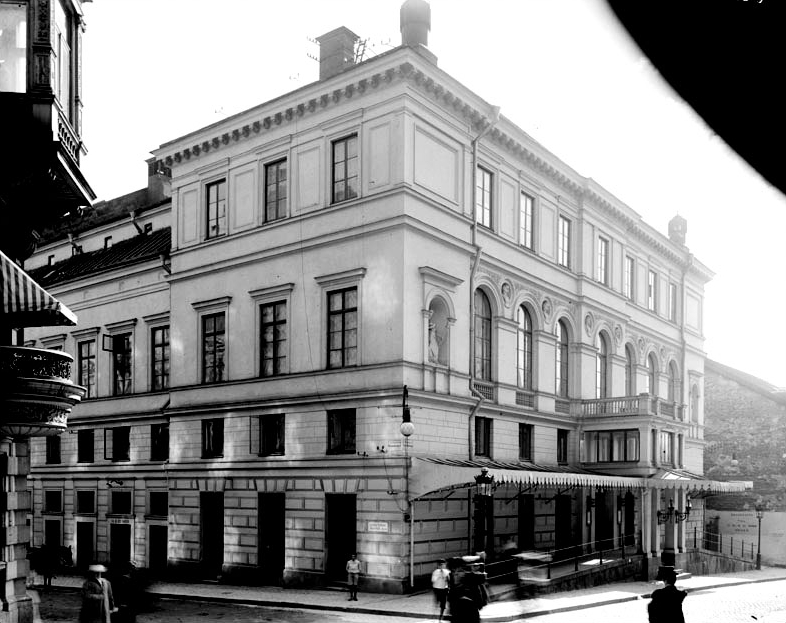
Exteriör

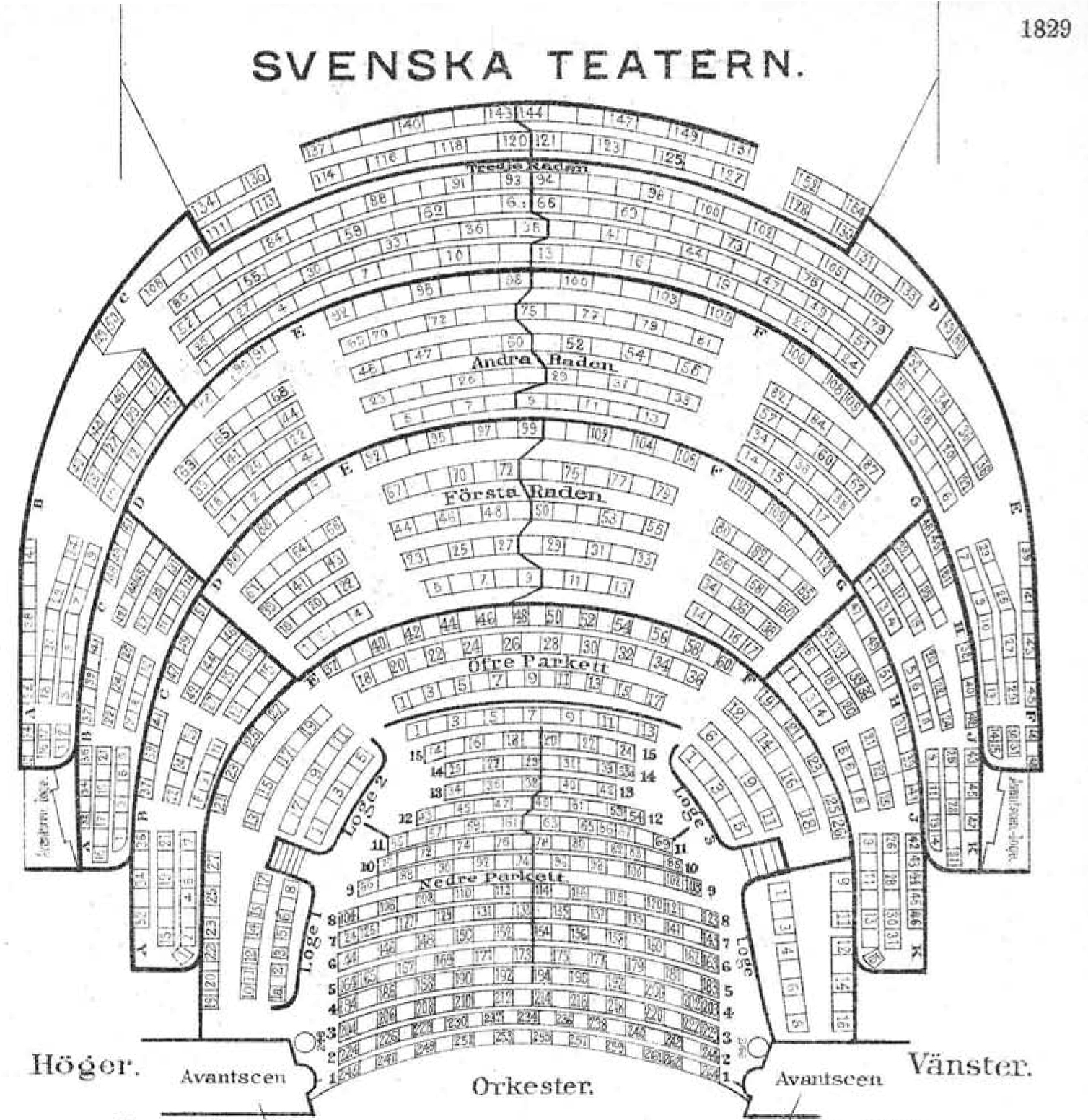
Salongsplan 1920

Nya teatern uppfördes efter ritningar av Ernst Jacobsson för Edvard Stjernströms räkning. Bygget kostade 600 000. Teatern förestods av Stjernström till hans död 1877, och togs därefter över av hans änka Louise Granberg. 
1879 hyrdes den ut till Ludvig Josephson och Victor Holmquist, som 1880 köpte den för 500 000 kronor och därefter drev den till 1887. I oktober samma år såldes den till ett associationssällskap och i september 1888 till ett annat med dem båda och Frans Hedberg som föreståndare. Samtidigt ändrades teaterns namn till Svenska teatern. I oktober samma år hyrdes den ut till Nils Emil Hjertstedt, men i februari 1890 måste den säljas på exekutiv auktion och inropades för 400 000 kronor av Johan Wilhelm Smitt, Isaak Hirsch och Knut Wallenberg, varefter den samma år hyrdes ut till Victor Holmquist. Åren 1891–1898 tjänstgjorde den som scen åt Kungliga Operan, men köptes i maj 1898 för 550 000 kronor av Albert Ranft.
Teatern var stor, under sin tid Stockholms största teater – betydligt större än nuvarande Dramaten – och tog cirka 1 150 åskådare i salongens två avdelade parkettplan och tre logerader, något som kan jämföras med Dramatens Stora scen som tar in cirka 700 åskådare. Teatern var utrustad med Sveriges första vridscen och med en helt egen balettensemble som var internationellt berömd för sin höga kvalité.
Svenska teatern var den främsta teatern i teaterdirektören Albert Ranfts stora teaterimperium. Teatern totalförstördes emellertid nära nog i en mycket våldsam brand den 30 juni 1925 och återuppbyggdes aldrig. Flera inventarier, som värdefulla tavlor och möblemang, och samtliga noter, hann man dock rädda.

## Uppsättningar
Nya teatern invigdes 19 januari 1875 med Ett handelshus av Bjørnstjerne Bjørnson.
Uppsättningarna på Svenska teatern var också omtalade för sin påkostade dekor och storslagna pampighet. Svenska urpremiärer av Ibsens mest kända pjäser skedde här, liksom flertalet storslagna Shakespeare-uppsättningar. Många av världens främsta teatrar gästspelade återkommande på Svenska teatern kring förra sekelskiftet, bland andra Konstnärliga teatern i Moskva (som spelade Anton Tjechovs Bröllopet bland annat). Man gästspelade även själv med flertalet uppsättningar i bland annat Moskva, Berlin, Paris och Köpenhamn. Flera av Sveriges största teaterstjärnor under det tidiga 1900-talet ingick i teaterns ensemble: Anders de Wahl, Gerda Lundequist, Tora Teje, Inga Tidblad, Gösta Ekman d.ä., Pauline Brunius och Hugo Björne, med flera.
Teaterns sista uppsättning var Herrn som kommer klockan 5 av Maurice Hennequin och Pierre Veber, som hade haft premiär 1 maj 1925 med Albert Ranft, Ester Sahlin, Ragnar Billberg och Oscar Johanson i huvudrollerna.